# Псари (Куявсько-Поморське воєводство)
Псари (пол. Psary) — село в Польщі, у гміні Ходеч Влоцлавського повіту Куявсько-Поморського воєводства.
Населення — 153 особи (2011).
У 1975-1998 роках село належало до Влоцлавського воєводства.

## Демографія
Демографічна структура станом на 31 березня 2011 року:
|          | Загалом | Допрацездатний вік | Працездатний вік | Постпрацездатний вік |
| -------- | ------- | ------------------ | ---------------- | -------------------- |
| Чоловіки | 78      | 20                 | 50               | 8                    |
| Жінки    | 75      | 22                 | 36               | 17                   |
| Разом    | 153     | 42                 | 86               | 25                   |